# 陽平關之戰
陽平關之戰是曹操與張魯發生的戰爭。而曹操在關中、涼州成功壓制馬超等關西軍閥後，得知此時劉備為爭奪荊州的歸屬而和孫權對立，親自率軍前往江陵。故決定向蜀地拓展，首先討伐在漢中建立半獨立勢力的五斗米道張魯。

## 過程及影响
建安二十年（215年）三月，曹操親自率兵攻打張魯，準備自武都進入氐人所居之地。氐人在途中攔截，曹操派遣張郃、朱靈打敗了氐人。四月，曹操從陳倉出散關，到達河池。氐王竇茂有部眾一萬餘人，仗恃地勢險要，不肯降服。曹軍於五月打敗氐人，並進行大屠殺。
七月，曹操軍隊抵達陽平。張魯準備以漢中為代價向曹操投降，張魯的弟弟张卫不同意，率兵數萬人憑藉關隘堅守，在山上橫向築城牆十餘里。在此之前，曹操聽信涼州從事及從武都投人所言：「張魯易攻，陽平城下南北山相遠，不可守也。」等他親自實地觀察後，才發現不像他們所聽說的那樣，感嘆地說：「他人商度，少如人意。」曹軍攻打陽平山時，因山勢險峻難登，曹軍不能及時攻取，士兵死傷很多，軍糧也快用盡。曹操心情沮喪，便想讓軍隊開撥，切斷山道以後撤走，派遣夏侯惇、許褚喊回山上的戰士。恰巧，曹軍有一支前部軍隊在夜間迷路，誤入張衛所屬軍營，張衛的士兵大驚潰散。在前部軍隊當中的辛毗、劉曄等人便向夏侯惇、許褚報告說己軍已經佔據了敵人的重要據點，敵人已經潰散。夏侯惇等人本來還不相信。親眼目睹後，才趕緊回去報告曹操，曹操繼續進兵攻打張衛，張衛等人只能乘夜逃走。
刘璋，马腾及张鲁势力瓦解后，反对曹操的只剩下孙权及刘备，可说正式进入三分天下时代。

## 參戰人物
|  | - 曹操軍 - 魏公曹操 - 夏侯惇 - 夏侯淵 - 許褚 - 張郃 - 朱靈 - 郭諶 - 解慓 - 高祚 - 韓浩 - 辛毗 - 劉曄 - 司馬懿 - 杜襲 - 楊阜 | - 張魯軍 - 張魯（投降） - 張富（投降） - 閻圃（投降） - 张卫（投降） - 楊昂（投降？） - 杨任（戰死） - 龐德（投降） - 李休（投降） - 劉雄鳴（客將，投降） - 程銀（客將，投降） - 侯選（客將，投降） - 氐王竇茂（戰死） |